# (34669) 2000 YO5
2000 YO5 (asteroide 34669) é um asteroide da cintura principal. Possui uma excentricidade de 0.29194250 e uma inclinação de 24.30472º.
Este asteroide foi descoberto no dia 16 de dezembro de 2000 por LINEAR em Socorro.